# Henriette Lippold
Henriette Lippold (* 20. Dezember 1981 in Lutherstadt Wittenberg) ist eine deutsche Serienproduzentin, Emmy-Preisträgerin und Dozentin.

## Leben
Henriette Lippold wuchs als Tochter von Gunter Lippold, einem Facharzt für Orthopädie und Sportmedizin, und Angelika Lippold in der Kurstadt Bad Düben auf. Sie ist die Schwester der Radiomoderatorin Friederike „Freddy“ Holzapfel (u. a. Radio Energy, Radio PSR, Radio SAW).
Sie studierte Theaterwissenschaften und Alte Geschichte an der Universität Leipzig. Während des Studiums arbeitete sie am Leipziger Schauspielhaus als Regieassistentin sowie bei der ZDF-Serie SOKO Leipzig, als deren Produzentin sie heute tätig ist. Ein Praktikum als Junior-Produzentin führte sie 2004 zur UFA. Sie war weiterhin im Team der Band Die Prinzen aktiv.
Für die Serie Deutschland 83, die erste im US-amerikanischen Fernsehen ausgestrahlte deutschsprachige Serie war sie als Produzentin tätig. Sie ist Dozentin an der Filmuniversität Babelsberg, Universität Leipzig und an der Hochschule Mittweida. In ihrer Heimatstadt Bad Düben veranstaltet sie unter dem Titel LANDschafftTHEATER seit 2012 Theateraufführungen. Zudem singt sie in der kleinen Bad Dübener Chorgruppe ANIMA.

## Filmografie

### Als Produzentin (Auswahl)
- 2011: World Express – Atemlos durch Mexiko
- 2015: Deutschland 83 (International Emmy Award for Best Drama Series)
- 2015: Das Joshua-Profil
- 2017: Charité
- seit 2011: SOKO Leipzig
- seit 2016: SOKO München
- 2025: Marzahn Mon Amour

## Auszeichnungen
2016: International Emmy Award für Deutschland 83 in der Kategorie Best Drama Series